# 狭裂马先蒿
狭裂马先蒿（学名：Pedicularis angustiloba）是列当科马先蒿属的植物，是中国的特有植物。分布在中国大陆的西藏等地，生长于海拔3,485米至3,500米的地区，一般生于林中干地上以及岩石间与冰碛石滩上，目前尚未由人工引种栽培。